# Клајо (Мичиген)
Клајо (енгл. Clio) град је у америчкој савезној држави Мичиген. По попису становништва из 2010. у њему је живело 2.646 становника.

## Демографија
Према попису становништва из 2010. у граду је живело 2.646 становника, што је 163 (6,6%) становника више него 2000. године.
| Група             | 2000.         | 2010.         |
| Белци             | 2.348 (94,6%) | 2.469 (93,3%) |
| Афроамериканци    | 12 (0,5%)     | 28 (1,1%)     |
| Азијати           | 4 (0,2%)      | 5 (0,2%)      |
| Хиспаноамериканци | 55 (2,2%)     | 84 (3,2%)     |
| Укупно            | 2.483         | 2.646         |